# Adenanthos cuneatus
Adenanthos cuneatus es un arbusto de la familia Proteaceae, originaria de la costa sur de Australia Occidental.  Dentro del género Adenanthos, se encuentra en la sección Adenanthos y está más estrechamente relacionada con A. stictus. A. cuneatus híbrida con otras cuatro especies del género.

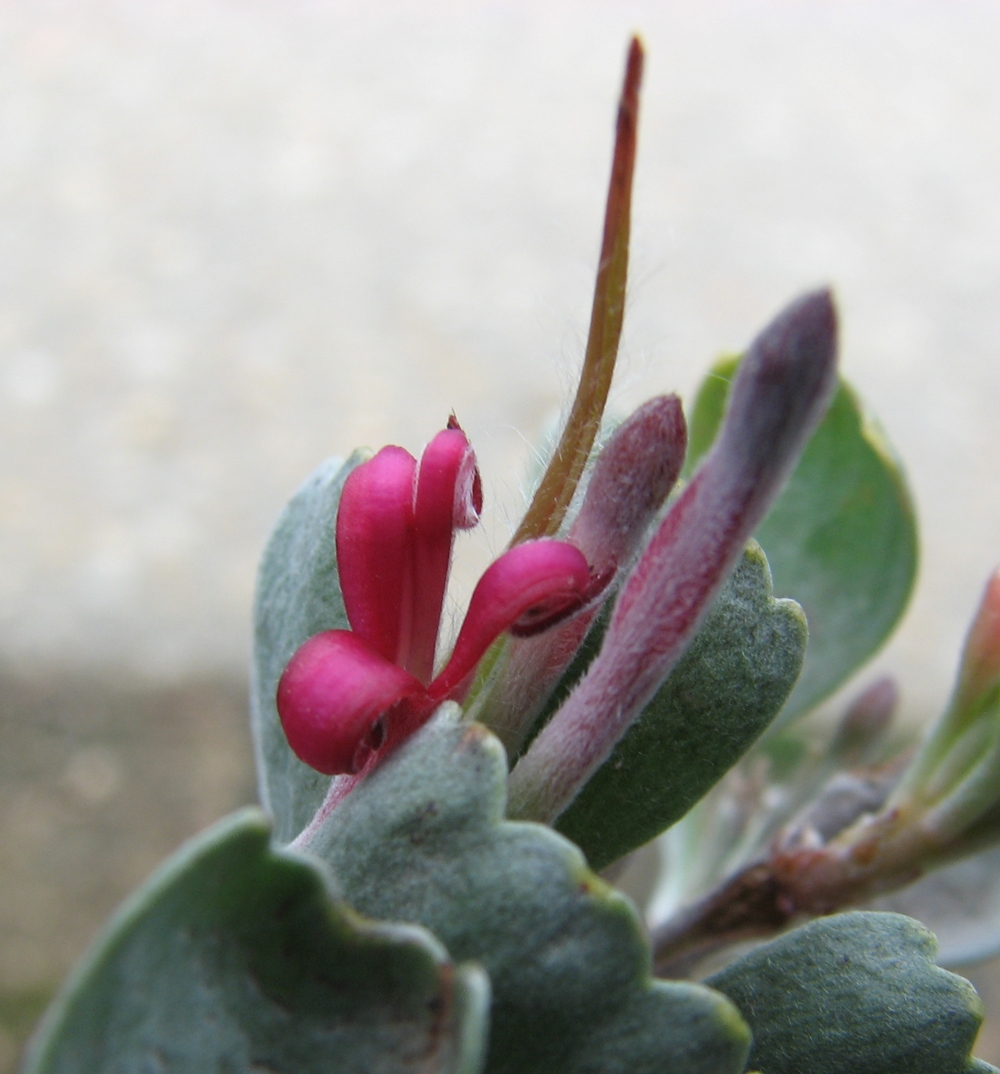
Flor

## Hábitat
El arbusto crece en brezales de suelos arenosos. Las especies polinizadoras son aves melifágidas (comedoras de miel), en particular la occidental Acanthorhynchus superciliosus y el pájaro de anteojos, el falanjero mielero, un pequeño marsupial australiano y las abejas.
Es sensible a la micosis causada por Phytophthora cinnamomi, por lo que requiere un suelo arenoso y un buen drenaje para crecer en cultivo.
Esta especie se cultiva en los jardines de Australia y el oeste de Estados Unidos y se comercializa una variedad enana y de crecimiento horizontal.

## Descripción
Arbusto de crecimiento erecto o bien postrado al suelo, alcanza hasta 2 metros de alto y ancho. Tiene una base leñosa, conocida como Lignotúber, de la que puede rebrotar tras un incendio forestal. Las hojas en forma de cuña, cubiertas de un fino vello plateado tienen 2 cm de largo y 1-1,5 cm de ancho y se asientan sobre cortos peciolos. Las puntas están formadas por 3 a 5 (y en ocasiones hasta 7)  "dientes" o lóbulos redondeados. Los nuevos brotes de color rojo y algo translúcido se producen durante todo el verano. Las flores rojas individuales son insignificantes, y aparecen durante todo el año, pero sobre todo en primavera.

## Taxonomía
Adenanthos cuneatus fue descrita por Jacques Labillardière y publicado en Novae Hollandiae Plantarum Specimen 1: 28. 1805.
Etimología
Adenanthos: nombre genérico que proviene del griego aden, (glándula) y anthos (flor), y se refiere a las glándulas en la base del ovario.
cuneatus: epíteto latíno que significa "en forma de cuña".
Sinonimia
- Adenanthos flabellifolius Knight
- Adenanthos crenatus Willd.[5]